# Cleora vittata
Cleora vittata là một loài bướm đêm trong họ Geometridae.